# Khướu mỏ dẹt Przevalski
Sinosuthora przewalskii là một loài chim trong họ Paradoxornithidae hoặc phân họ Paradoxornithinae trong họ Sylviidae.
Đây là loài đặc hữu của Trung Quốc. Môi trường sống tự nhiên của loài này là rừng ôn đới. Nó bị đe dọa do mất môi trường sống.